# دانشگاه علم و فناوری خلیج
دانشگاه علم و فناوری خلیج (انگلیسی: Gulf University for Science and Technology; GUST) اولین دانشگاه خصوصی افتتاح شده در کویت است. این دانشگاه با دانشگاه میزوری–سنت لوئیس قرارداد ثبت نام دوگانه دارد.

## تاریخچه
این دانشگاه قرار بود مکمل دانشگاه کویت، تنها مؤسسه آموزش عالی در کویت در آن زمان باشد و به نیازهای آموزشی جامعه محلی و منطقه خلیج فارس پاسخ دهد. در ژانویه ۱۹۹۷، گروه دانشگاهی کویت، متشکل از ۴۱ عضو هیئت علمی از دانشگاه کویت، برای پایه‌گذاری طرح پیشنهادی «دانشگاه آینده» تأسیس شد. مطالعات آنها در نهایت به ایده «دانشگاه علوم و فناوری خلیج» منجر شد.
برای تأسیس این دانشگاه تصمیم گرفته شد با دانشگاه میزوری–سنت لوئیس (UMSL) رابطه همکاری برقرار شود. این همکاری با فرمان شماره ۳۴ دانشگاه‌های خصوصی که توسط دولت کویت در سال ۲۰۰۰ صادر شد، تسهیل شد و منجر به تأسیس یک پردیس موقت گردید. صدور فرمان شماره ۱۵۶ امیری در سال ۲۰۰۲، تأسیس قانونی را به عنوان اولین دانشگاه خصوصی در کویت تکمیل کرد و اجازه شروع اولین سال تحصیلی در ۲۰۰۲–۲۰۰۳ را داد و در اولین مراسم فارغ‌التحصیلی خود در ژوئن ۲۰۰۷، به تقریباً چهارصد دانش‌آموخته مدرک اعطا کرد.

## خدمات دانشگاهی

### بورسیه‌ها و اشتغال دانشجویی
- بورسیه‌های وزارت آموزش عالی کویت (شورای دانشگاه‌های خصوصی)
- بورسیه‌های GUST
- بورسیه تابستانی GUST (برای تحصیل در UMSL)
- اشتغال دانشجویی

### کتابخانه عبدالله مبارک الرفاعی
کتابخانه دانشگاه علم و فناوری خلیج در سال ۲۰۰۲ برای خدمت‌رسانی به اساتید، کارکنان، دانشجویان و فارغ‌التحصیلان دانشگاه تأسیس شد.
در ۲۰ ژوئن ۲۰۰۶، این کتابخانه به افتخار دکتر عبدالله مبارک الرفاعی، رئیس فقید از ۲۰۰۳ تا ۲۰۰۵، به کتابخانه عبدالله مبارک الرفاعی (A. M. Al-Refai) تغییر نام داد. این کتابخانه دارای کتاب، کتاب الکترونیکی، مجله، نشریات الکترونیکی، مواد سمعی و بصری و پایگاه‌های داده کتابشناختی/متن کامل است. این کتابخانه مجموعه‌ای از ۱۹۰۰۰ عنوان کتاب، ۱۱۵۰۰۰ مجله علمی (شامل عناوین دسترسی آزاد) در قالب دیجیتال، ۱۹۴۰۰۰ کتاب الکترونیکی و ۸۲ پایگاه داده کتابشناختی و متن کامل را در اختیار دارد.
فضاهای مطالعه و اتاق‌های بحث در طبقه پایین کتابخانه برای زنان و در طبقه بالا برای مردان فراهم شده است. دسترسی به شبکه وایرلس در سراسر کتابخانه امکان‌پذیر است؛ ۱۲۰ کامپیوتر برای تحقیق و دسترسی به اطلاعات وجود دارد. یک مرکز چاپ شبکه نیز در دسترس است.
این کتابخانه دسترسی خارج از دانشگاه به منابع الکترونیکی اشتراکی خود را فقط برای دانشجویان، اساتید و کارکنان ثبت‌نام‌شده فراهم می‌کند.

## دانشکده‌ها

### دانشکده هنر و علوم
دانشکده هنر و علوم دارای پنج بخش است:
- دپارتمان علوم کامپیوتر
- دپارتمان زبان انگلیسی
  - انگلیسی، زبانشناسی-ترجمه
  - ادبیات انگلیسی
  - آموزش زبان انگلیسی
- دپارتمان علوم انسانی و اجتماعی
- دپارتمان ارتباطات جمعی و چندرسانه‌ای
- دپارتمان ریاضیات و علوم طبیعی

### دانشکده مدیریت بازرگانی
دانشکده مدیریت بازرگانی شامل چهار بخش است: حسابداری، مدیریت بازرگانی، اقتصاد و امور مالی، و سیستم‌های اطلاعات مدیریت (MIS)، و شش برنامه تحصیلی.
- حسابداری
- مدیریت بازرگانی با تأکید بر یکی از زمینه‌های زیر:
- تجارت بین‌الملل
- مدیریت و رفتار سازمانی
- بازاریابی
- امور مالی
- سیستم‌های اطلاعات مدیریت
- برنامه‌های تحصیلات تکمیلی
- مدرک کارشناسی ارشد مدیریت بازرگانی

## تیم‌های ورزشی
- فوتبال مردان و زنان
- هندبال مردان
- والیبال مردان و زنان
- تنیس مردان و زنان
- تنیس روی میز مردان و زنان
- بسکتبال مردان و زنان
- اسکواش مردان